# アメリカ合衆国大統領のペット

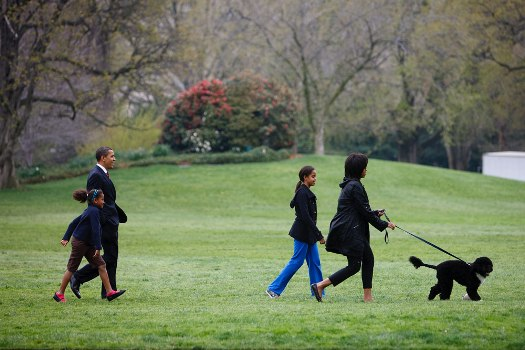
飼い犬であるポヂュギース・ウォーター・ドッグのボーとホワイトハウスのサウス・ローンを散歩するオバマ一家。

この項目は、任期中に飼っていたアメリカ合衆国大統領及びその家族のペットの一覧である。
在任中に動物を飼わなかった大統領は、ジェイムズ・ポーク、アンドリュー・ジョンソン、ドナルド・トランプの3人。

## ホワイトハウスの犬の歴史

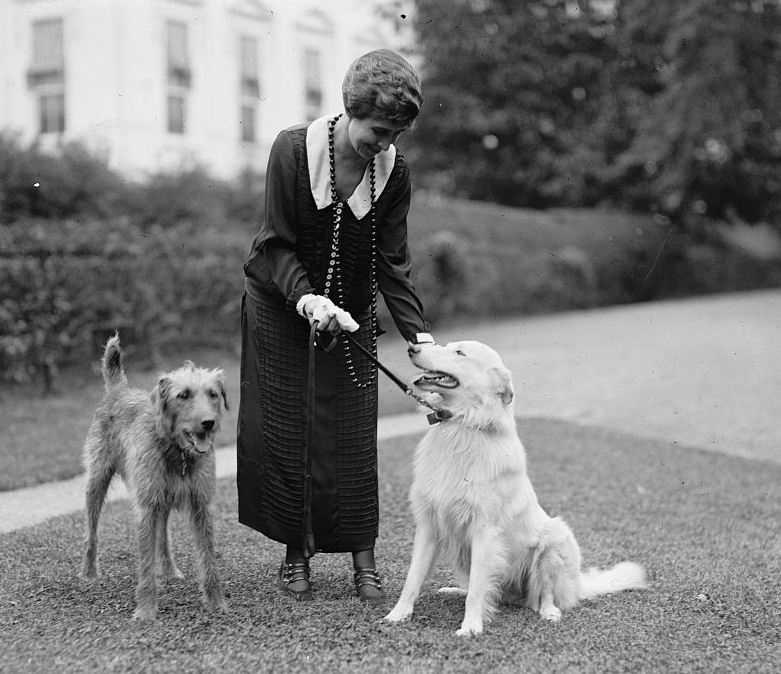
グレイス・クーリッジと彼女のペットであるエアデール・テリアのラディ・バック、白コリーのロブ・ロイ

1944年、フランクリン・ルーズベルトは4期目の選挙に出馬していたのだが、アリューシャン列島を訪れたときにペットのファラ（スコティッシュ・テリア）をうっかり置いてきてしまったという噂が流れていた。ルーズベルトは自分の犬を救うため船を送り返して捜索したと伝えられているが、そのために多くの税金を費やしたとからかわれ、非難された。ルーズベルトはスピーチで、「あなた方が私や妻、私の家族を批判するのはかまわない。しかし、私の小さな犬を批判してどうなるのか。そういうかかった費用がどうこうという意見に、スコッチ・テリアの小さな魂はまさに激怒している」と語った。報じられた内容によれば、「ファラ・スピーチ」と呼ばれたこのスピーチは、彼の選挙に大きな影響を与えた。

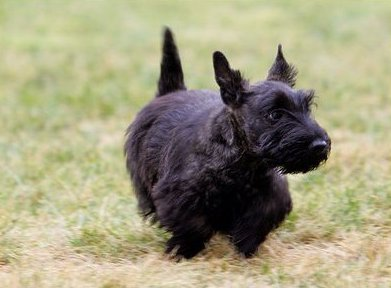
夫がローラ・ブッシュに贈った、スコッチ・テリアのミス・ビーブリー。

リチャード・ニクソンは、1952年の副大統領立候補中（大統領はドワイト・D・アイゼンハワー）に、裏金を隠したとして非難された。それをうけて彼は、テレビで飼い犬の名に因んだ「チェッカーズ・スピーチ」を行った。ニクソンは不正資金を否定したが「贈り物として本当に受けとり、返すつもりのないものが一つある」と語った。それが彼の娘に贈られた白黒のコッカー・スパニエルだった。一時は候補者から外れることも危ぶまれていたが、このスピーチによってニクソンの支持者は増え、マミー・アイゼンハワーも「とっても暖かい人」だからと候補としてとどめることを薦めたといわれている。
ペットは別の大統領選挙でも重要な役割を果たしている。ハーバート・フーヴァーは、彼のキャンペーン中に、ジャーマン・シェパード・ドッグのキング・タットを飼い、キャンペーン中に彼と新しい犬の写真が米国中で出回った。
一方では、多数の人が、リンドン・ジョンソンのイメージはペットのせいで悪化したと信じている。彼は、2匹のHimとHerというビーグル犬の耳を引っ張っている写真を撮影された。これは国民の怒りを買い、動物愛好家は反対を唱えた。しかし一方では、このことが騒動になること自体が理解できない人々もおり、元大統領・ハリー・S・トルーマンなどは、「一体全体批評家はなぜ苦情を言うのか。猟犬はこのように扱うものだ」と語った。このスキャンダルは、大統領職に影響がなかったかもしれないが、大統領のイメージが変化した。

## 大統領のペット一覧
| 大統領                         | ペット |
| ------------------------------ | --- |
| ジョージ・ワシントン           | - スウィート・リップス、セント・ウェル、バルカン – アメリカン・スタッグハウンド - ドランカード、テイスター、ティプラ—、ティプシー – ブラック・アンド・タン・クーンハウンド - ロイヤル・ギフト – ロバ - ネルソン – 馬 - マーサ・ワシントンはオウムを飼っていたといわれる。 |
| ジョン・アダムズ               | - ジュノ、マーク、サタン – 犬 - クレオパトラ – 馬 |
| トマス・ジェファーソン         | - ディック – マネシツグミ - バジー 、名称不明 – ブリアード (犬) - 2 クマの子 - キャラクタクス – 馬 |
| ジェームズ・マディソン         | - コンゴウインコ – オウム |
| ジェームズ・モンロー           | - スパニエル - セバスティアン - シベリアン・ハスキー |
| ジョン・クインシー・アダムズ   | - アメリカアリゲーター - カイコ |
| アンドリュー・ジャクソン       | - ポル – オウム (誓うことを教えられた) - 闘鶏 - ボリビア、エミリー、レディー・ナッシュビル、サム・パチェス、トラクストン – 馬 |
| マーティン・ヴァン・ビューレン | - 少しの間、2頭のトラの子を飼った |
| ウィリアム・ヘンリー・ハリソン | - スーキー – 牛 - ヤギ |
| ジョン・タイラー               | - ル・ボー – イタリアン・グレイハウンド - ジョニー・タイ – カナリア - ジェネラル – 馬 |
| ジェームズ・K・ポーク          | - 馬 |
| ザカリー・テイラー             | - オールド・ワイティー – 馬 |
| ミラード・フィルモア           | - メイソン、ディクソン – ポニー |
| フランクリン・ピアース         | - 東洋の小型犬7匹 - 日本からの2羽の鳥 |
| ジェームズ・ブキャナン         | - ララ – ニューファンドランド - ポンチ – トイ・テリア - 鷲 |
| エイブラハム・リンカーン       | - ナンシー、ナンコ – ヤギ - ジャック – 七面鳥 - ファイド – 犬 - ジップ – 犬 - 馬 - ウサギ |
| アンドリュー・ジョンソン       | - 寝室で白ネズミを見つけている |
| ユリシーズ・S・グラント        | - ブッチャー・ボーイ、シンシナトゥス (オハイオ州シンシナティからの贈り物)、エジプト、ジェフ・デイビス (彼が戦争時に乗る馬)、ジェニー、ジュリア、メリー、セントルイス – 馬 - ビリー・ボタン、リブ – ポニー - フェイスフル – ニューファンドランド - ロージー – 犬 |
| ラザフォード・B・ヘイズ        | - ドット – コッカー・スパニエル - ヘクター – ニューファンドランド - デューク – イングリッシュ・マスティフ - グリム – グレイハウンド - オーティス - ミニチュア・シュナウザー - ジュノ、シェップ – 猟犬 - ジェット – 犬 - ピッコロミニ – 猫 - シャム – アメリカで最初のシャムネコ - ミス・プッシー – シャムネコ |
| ジェームズ・ガーフィールド     | - キット – 馬 - ヴェト – 犬 |
| チェスター・A・アーサー        | - 3頭の馬 |
| グロバー・クリーブランド       | - ヘクター - 日本のプードル - マネシツグミ |
| ベンジャミン・ハリソン         | - ウィスカーズ – ヤギ - ダッシュ – コリー - ミスター・レシプロシティ、ミスター・プロテクション – オポッサム |
| ウィリアム・マッキンリー       | - ワシントン・ポスト – オオキボウシインコ - ヴェレリア—ノ・ウェイラー、エンリケ・デローム – アンゴラの子猫 - ロースターズ |
| セオドア・ルーズベルト         | - ピート – ブルテリア - スキップ – ラットテリア - ジャック、ピーター – テリア - ブラックジャック – マンチェスター・テリア - マンチュー – ペキニーズ - ロッロ – セント・バーナード - セーラー・ボーイ – チェサピーク・ベイ・レトリバー - トム・クオーツ、スリッパーズ – ネコ - エミリー・スピナッチ – ガーターヘビ - アルゴンキン – ポニー - モード – ピグ - ジョサイア – アナグマ - ジョナサン – 白黒まだらのアナグマ - ドクター・ジョンソン、ビショップ・ドーン、ファイティング・ボブ・エヴァンス、アドミラル・デューイ、ファザー・オグレディ – モルモット - バロン・スプレークール – 雌鳥 - エリ・イェール – コンゴウインコ - フェデリティ – ポニー - ゲンとスーザン – 犬 - 1本足の雄鳥 |
| ウィリアム・タフト             | - カルーソー – 犬 - モーリー・ウーリー、ポーリーン・ウェイン – ウシ |
| ウッドロウ・ウィルソン         | - デビー – エアデール・テリア - オールド・アイク – ヒツジ - パフィンズ – ネコ - マウンテン・ボーイ – グレイハウンド - ブルース – ブルテリア - スズメ - ヒツジ |
| ウォレン・ハーディング         | - レディー・ボーイ – エアデール・テリア - オールド・ボーイ – ブルドッグ |
| カルビン・クーリッジ           | - ロブ・ロイ、プルーデンス・プリム – 白いコリー - ピーター・パン – テリア - パウル・プリー – エアデール・テリア - カラミティ・ジェーン – シェットランド・シープドッグ - タイニー・ティム、ブラックベリー – チャウチャウ - ルビー・ラフ – コリー - ボストン・ビーンズ – ブルドッグ - キング・コール – ジャーマン・シェパード - パロ・アルト – 鳥猟犬 - ベッシー – コリー - レベッカ、ホレス – アライグマ - エベネザー – ロバ - ニップ、トゥック – カナリア - エノッチ – ガチョウ - スモーキー – ボブキャット - タイガー – ネコ - タックス・レデュクション、バジェット・ビューロー – ライオンの子 - ビリー – コビトカバ - ワラビー - ダイカー (非常に小さいレイヨウ) - クロクマ             |
| ハーバート・フーヴァー         | - キング・タット - ベルジアン・シェパード - パット – ジャーマン・シェパード - ビッグベン、ソニー – フォックステリア - グレン – スコッチ・コリー - ユーコナン – エスキモー・ドッグ - パトリック – アイリッシュ・ウルフハウンド - イーグルハースト・ジレット – セッター - ウィージー – ノルウェージャン・エルクハウンド - 2頭のクロコダイル |
| フランクリン・ルーズベルト     | - ファラ – スコティッシュ・テリア - マジョーラ – ジャーマン・シェパード - メギー – スコティッシュ・テリア - ウィンクス – イングリッシュ・セッター - タイニー – オールド・イングリッシュ・シープドッグ - プレジデント – グレート・デーン - ブレイズ – ブルマスティフ |
| ハリー・S・トルーマン          | - フェラー – コッカー・スパニエル - マイク – アイリッシュ・セッター |
| ドワイト・D・アイゼンハワー    | - ヘイディ – ワイマラナー |
| ジョン・F・ケネディ            | - ゴーリー – プードル - チャーリー – ウェルシュ・テリア - トム・キトン – ネコ - ロビン – カナリア - ブルーベル、マリーベレ – パラキート - マカロニ – ポニー - テックス、レプラコーン – ポニー - デビー、ビリー – ハムスター - プシンカ – 雑種犬 (ソ連の首相から贈られた宇宙犬ストレルカの子供) - シャノン – アイリッシュ・コッカー・スパニエル - ウォルフ – (恐らくウォルフハウンドとシュナウザーである) - クリッパー – ジャーマン・シェパード - バタフライ、ホワイト・ティップス、ブラッキー、ストリーカー – (プシンカとチャーリーの子供) - ザザ – ウサギ - サルダール – 馬 |
| リンドン・B・ジョンソン        | - ヒム、ハー – ビーグル - エドガー – ビーグル - ブランコ – 白いコリー - フレックル – ビーグル - ユキ – 雑種犬 - ハムスターとラブバード |
| リチャード・ニクソン           | - ヴィッキー – プードル - パシャ – テリア - キング・ティマホー – アイリッシュ・セッター - チェッカーズ – コッカー・スパニエル(チェッカーズは、ニクソンが大統領になる前の1964年に死んでいるが、彼の選挙に大きな役割を果たした) |
| ジェラルド・フォード           | - リバティ – ゴールデン・レトリバー - ミスティー – (ホワイトハウスで生まれたリバティの子供) - シャン – シャムネコ |
| ジミー・カーター               | - グリッツ – ボーダー・コリー; 彼の娘の教師から娘に贈られたが、すぐに返された。 - ルイス・ブラウン – アフガン・ハウンド - ミスティー、マラーキー・イン・ヤン、娘エイミー・カーターのペット – シャムネコ |
| ロナルド・レーガン             | - ラッキー – ブーヴィエ・デ・フランドル - レックス – キャバリア。ファースト・ドッグ - ヴィクトリー – ゴールデン・レトリバー - ペギー – アイリッシュ・セッター - タッカ – シベリアン・ハスキー - ファジー – ベルジアン・シェパード - ランチョ・デル・シェロの馬 |
| ジョージ・H・W・ブッシュ       | - ミリー – スプリンガー・スパニエル、ファースト・ドッグ - レンジャー – ミリーの子供 |
| ビル・クリントン               | - ソックス – チェルシーのネコ (1989 – 2009)。ファースト・キャット - バディ – ビルのチョコレート色をしたラブラドール・レトリバー (1997 – 2002)。ファースト・ドッグ |
| ジョージ・W・ブッシュ          | - スポット・"スポッティ"・フェッチャー (1989 – 2004) – スコット・フェッチャーに因んで名付けられた雌のイングリッシュ・スプリンガー・スパニエル。ミリーの子供で、発作に苦しみ、安楽死した - バーニー – スコティッシュ・テリア。ファースト・ドッグ - ミス・ビーズリー (2004年10月28日 - ) – スコティッシュ・テリア。ニックネームはビーズリー・ウェズリー。2005年の誕生日プレゼントとして、ジョージが彼の妻に贈った - インディア・"ウィリー" – ネコ (1990 – 2009) - オフェリア – テキサスロングホーン (クラウフォードにあるブッシュの牧場に住む) |
| バラク・オバマ                 | - ボー – ポーチュギーズ・ウォーター・ドッグ。ファースト・ドッグ |
| ドナルド・トランプ             | - なし |
| ジョー・バイデン               | - チャンプ (2008年10月-2021年6月19日) – ジャーマン・シェパード。ジョーが副大統領の時から飼われていた。 - メイジャー (2018年1月生) – ジャーマン・シェパード - ウィロー - 短毛種のトラネコ |